# Rapport sur moi
Rapport sur moi est un récit de Grégoire Bouillier paru le 26 août 2002 aux éditions Allia et ayant obtenu la même année le prix de Flore.

## Historique
Ce récit autobiographique, s'apparentant à l'autofiction, est le premier livre de son auteur. Il a été adapté au théâtre en juin 2007 au Ciné 13 Théâtre puis repris en 2009 au théâtre Tristan-Bernard dans une mise en scène d'Anne Bouvier.

## Éditions
- Éditions Allia, 2002,  (ISBN 978-2844850980)
- J'ai lu, no 7291, 2004,  (ISBN 978-2290336076)